# Bactres
Pour le royaume de Bactres, ou pour ses habitants - les Bactriens, voir Bactriane.
 (juin 2012).
Si vous disposez d'ouvrages ou d'articles de référence ou si vous connaissez des sites web de qualité traitant du thème abordé ici, merci de compléter l'article en donnant les références utiles à sa vérifiabilité et en les liant à la section « Notes et références ».
Bactres ou Bactra, en perse بلخ - Balkh', est identifiée au site de l'actuelle Balkh dans le nord de l'Afghanistan. 
Bâtie entre 2.000 et 1.500 avant notre ère, c'est l'une des plus anciennes villes de l'Asie centrale : elle est considérée comme la première ville bâtie par les populations indo-iraniennes du nord de l'Amou-Daria.
Un changement climatique est intervenu à partir du VIIIe siècle, juste après l'Antiquité tardive, et conduisit à la désertification du pays, alors qu'auparavant la région était très fertile.
L'ancienneté et l'importance du lieu sont reconnues par les populations, qui parlent de la ville comme de « la Mère des villes » ou « la Mère des cités ». Elle est mentionnée dans l’inscription de Béhistoun de Darius Ier (-522/521/-486), sous le nom de Bakhtrish, de Bakhdi dans l’Avesta et de Bahlika dans le Mahabaratha. En arabe elle est appelle « Umm Al-Belaad » ce qui signifie « Mère des villes », en raison de son ancienneté.
Pendant un millénaire, la ville a été le siège central de la religion zoroastrienne, dont le fondateur, Zoroastre, est mort à l'intérieur de ses murs, selon le Shâh Nâmeh (ou Livre des rois) du poète persan Firdûsî (ou Firdousi).
Ensuite elle devient un important centre de diffusion du bouddhisme et celui de l'hellénisme au temps du règne d'Alexandre le Grand. La ville a donné son nom à la région de Bactriane.

## Géographie
Bactres est située à 20 km au nord-ouest de l'actuelle capitale provinciale, Mazâr-e Charîf (Mazar-e-Charif), et à 74 km au sud du fleuve Amou-Daria (ou Oxus / Oxos), au cœur du delta du Darya-i-Balk.Une oasis s'y est constituée qui sert de relais sur la route de la soie autant à ceux qui se rendent depuis l'Iran vers la Chine, en longeant les monts du Khorassan et de l'Hindou Kouch, que ceux qui cherchent à gagner l'Inde en traversant les montagnes via la vallée du Darya-i-Shuf, affluent de la rivière de Bactres.

## Historique des découvertes
Les premières fouilles sont menées à Bactres par la Délégation archéologique française en Afghanistan (DAFA) sous l'égide de son premier président, Alfred Foucher, de janvier à juillet 1924. L'objectif des fouilleurs est de découvrir des traces d'occupation de la Bactriane par des colons grecs et c'est tout naturellement que la DAFA commence ses recherches à Balkh. Mais les découvertes n'ont pas été pas au rendez-vous des espoirs. En effet, à cause des conditions particulièrement éprouvantes des fouilles, du manque de temps et de l'absence d'expérience de Foucher dans l'archéologie de terrain, les niveaux plus anciens ne purent être atteints. Alfred Foucher exprima sa déception en parlant de "mirage bactrien", renvoyant la recherche de la culture hellénistique en Bactriane à une chimère et discréditant pour quarante ans de telles études.
En 1947 ont lieu de nouvelles fouilles qui mettent au jour quelques modestes vestiges, principalement de la céramique, témoignant d'une occupation antérieure à l'époque de l'empire kouchan. Quelques fouilles éparses sont encore réalisées dans les années 1950, sans plus de résultats. Il faut attendre les années 1960 et la découverte de la colonie grecque d'Aï Khanoum, située sur l'Amou-Daria, plus à l'est de Bactres, et d'impressionnants témoignages de son caractère hellénistique pour balayer la notion de "mirage bactrien". L'intérêt pour cette région est alors relancé et aboutit, au début des années 2000, à la découverte d'éléments architecturaux typiquement grecs sur le site de Bactres. 

## Histoire

### Période pré-achéménide
L'occupation du site remonte au milieu du IIe millénaire av. J.-C. 
La ville antique s'organise autour du Bala Hissar (haute forteresse), une enceinte fortifiée située au nord de la ville actuelle. 
Les fouilles confirment qu'elle est la partie la plus ancienne de la ville puisque des céramiques typiques de la période 1500-1000 av. J.-C. ont été découvertes. 
La fondation mythique de la cité est attribuée à Keyoumars (Premier Shāh du monde selon le Shâh Nâmeh du poète persan Firdousi (940-1020), le Romulus perse en quelque sorte). Il est probable que dans l'Antiquité, la cité ait rivalisé avec de grandes villes comme Babylone, Ecbatane ou Ninive. Selon une très ancienne tradition c'est là que se trouvait le sanctuaire d'Anahita (ou Aredvi Sura Anahita, divinité de l'eau, de la fertilité, de la guérison et de la sagesse) avec un temple si riche qu'il a été pillé.
Les chercheurs proposent que, dès l'Antiquité, un certain nombre de rois ont régi un vaste espace autour de Bactres, et que cette région et la ville de Balkh correspondent au royaume Bahlikâ dont il est question dans l'épopée indienne du Mahābhārata (une des deux grandes épopées de l'Inde ancienne, l'autre étant le Rāmāyana), ce qui signifierait que la civilisation de cette région a eu des liens védiques avec le nord de l'Inde au cours du Ier millénaire.

### Période achéménide
Au VIe siècle av. J.-C., la Bactriane devient, avec la Margiane et la Sogdiane, la douzième satrapie de l'empire perse et Bactres sa capitale. Elle est en effet citée dans l'inscription de Behistoun à ce titre. Elle doit aussi, comme toutes les possessions achéménides, verser un tribut dont le montant est cité par les « Chartes de Suse » : 360 talents (une tonne) d'argent ainsi que diverses cadeaux en or et vases précieux, représentés sur les bas-reliefs de Persépolis et de Suse. La Bactriane et sa capitale sont donc bien intégrées au fonctionnement de l'empire. De même, plusieurs découvertes archéologiques ont mis en avant la réalité de la présence de l'administration achéménide en Bactriane. C'est ainsi que des bâtonnets inscrits et des tablettes en élamite (Kandahar) ont été découvertes. La ville se dote alors d'une imposante muraille de briques crues dont les vestiges ont été retrouvés à 32 km au nord de Bactres.
Mais Bactres se révèle également une importante capitale religieuse. C'est ici que, selon l'Avesta, Zoroastre aurait trouvé du soutien pour l'instauration de la pratique du décharnement des cadavres. Ainsi, la découverte au Tepe Zargaran, à l'est de la ville actuelle, d'une structure funéraire avec des ossements humains, dont certains portaient des traces de découpes sur os frais, fait écho au témoignage de Strabon sur la conquête de Bactres par Alexandre : 
« [...] les alentours de leur capitale n’offraient aux yeux aucun objet impur, presque tous les quartiers de l’intérieur n’étaient remplis que d’ossements humains. »
Le caractère de capitale religieuse est encore confirmé par la découverte d'un imposant autel du feu, taillé dans un bloc de calcaire, typique du culte zoroastrien. Enfin, l'un des rois perses, Artaxerxès II Mnémon (-404/-359) y aurait consacré une statue de la déesse Anahita.
En ce qui concerne l'occupation du site, un niveau achéménide est attesté au sud du secteur du Bala Hissar par des restes de céramiques découvertes par les fouilles de 2004 à 2006. De même, des briques rectangulaires, typiques de l'architecture achéménide ont été retrouvées.

### Période hellénistique
En -329, Bessos, le satrape perse ayant assassiné le dernier roi perse achéménide, Darius III (-335/-330), se réfugie en Bactriane. Il se fait reconnaître à Bactres « roi de Perse » sous le nom d'Artaxerxès V. Alexandre le Grand (-336/-323) le vainc et le tue, puis y installe une puissante garnison et y épouse, en -327, Roxane, fille d'Oxyarte, roi de Sogdiane. C’est à Bactres qu’Alexandre aurait déjoué le complot dit « des Pages ». Tout naturellement, la ville conserve son statut de capitale régionale après la conquête macédonienne. Après les épreuves de la conquêtes, Bactres s'étend vers le Tepe Zargaran et les Remparts Nord. Des chapiteaux corinthiens ou encore des bases de colonnes sont retrouvés sur le premier site lors des fouilles de 2004-2006. De fait, ces vestiges témoignent de l'occupation grecque de Bactres et du réaménagement de la ville selon les critères de l'hellénisme au cours du IIIe siècle av. J.-C.. Bactres devient ainsi le centre d'un royaume gréco-bactrien, même si, au IIIe siècle av. J.-C., des sources arméniennes indiquent que le roi parthe Arsace Ier (-250/-247) y aurait temporairement établi sa capitale. De même, la ville résiste victorieusement au siège d'Antiochos III lors d'une tentative de reconquête séleucide du royaume. En -185 le royaume gréco-bactrien est au faîte de sa puissance et s'étend jusqu'à l'océan Indien.

### Ère chrétienne
Au Ier siècle av. J.-C., ce royaume hellénistique est remplacé par l'Empire des Kouchans ou Tokhariens (autre peuple iranien), dont Bactres devient la capitale. 
La cité, prospère grâce à la Route de la soie et au commerce des pierres précieuses, notamment le lapis-lazuli, était un haut lieu du bouddhisme avec le célèbre monastère de Nava Vihara (en) (Nouveau Temple, Naubahar). 
Dans les Mémoires de Xuanzang (moine bouddhiste chinois, savant et voyageur, 602/664), nous apprenons qu'au moment de sa visite au VIIe siècle, il y avait dans la ville ou dans ses environs près d'une centaine de couvents bouddhistes avec 3 000 moines, et un grand nombre de stūpas et d'autres monuments religieux. Au IIIe siècle, les Kouchans/Tokhariens cèdent la place à d'autres iraniens : les perses Sassanides.
Les Iraniens sassanides sont islamisés au VIIIe siècle ; à ce moment la population locale est toujours en majorité kouchane, comme en témoigne le nom arabe de la Bactriane : Tokharistan. Déjà en partie abandonnée en raison de la désertification, la ville est définitivement ruinée en 1220 par les hordes de Gengis Khan. Le site de Balkh est aujourd'hui, pour sa grande majorité, une masse de ruines à une altitude d'environ 365 m. La population localement majoritaire est aujourd'hui ouzbèque, de langue turque, mais un peu à l'est de Balkh, le Badakhchan, de langue tadjique iranienne, témoigne des antiques racines iraniennes de la Bactriane. L'action de l'opéra Le Mage de Jules Massenet s'y déroule en partie.
- Faxian (337-422)
- Juifs de Boukhara
- Xuanzang (600-664)
- Hyecho (704-787)
- Abou Ma'shar al-Balkhî (787-886)

### Sources et bibliographie

#### Ouvrages généraux
- Claude Orrieux et Pauline Schmitt Pantel, Histoire grecque, Paris, Presses universitaires de France, 1995, 499 p.  (ISBN 9782130543237).
- Pierre Leriche (dir.), Art et Civilisations de l'Orient hellénisé, Paris, Editions Picard, 2014, 328 p.  (ISBN 978-2-7084-0983-5).

#### Ouvrages spécialisés
- Bernard Paul, Besenval Roland, Marquis Philippe, "du « mirage bactrien » aux réalités archéologiques : nouvelles fouilles de la Délégation archéologique française en Afghanistan (DAFA) à Bactres (2004-2005)" in Comptes rendus des séances de l'Académie des Inscriptions et Belles-Lettres, 150ᵉ année, N. 2, 2006. p. 1175-1248. URL : www.persee.fr/doc/crai_0065-0536_2006_num_150_2_87126
- Pierre Leriche, "Présentation de la Bactriane", Dossier d'Archéologie, no  247, octobre 1999, p. 2-10.
- Pierre Leriche, « Bactres », Dossier d'Archéologie, no  247, octobre 1999, p. 29-34.